# Deborah Chiesa
Deborah Chiesa (Trento, Italia, 13 de junio de 1996) es una tenista italiana.
Chiesa hizo su debut en el cuadro principal de Grand Slam en el Torneo de Roland Garros 2018, llegó a través de la fase previa.

## Títulos ITF

### Singles (3)
| Leyenda              |
| -------------------- |
| $100,000 tournaments |
| $80,000 tournaments  |
| $60,000 tournaments  |
| $25,000 tournaments  |
| $15,000 tournaments  |
| $10,000 tournaments  |

| N.º | Fecha                    | Torneo         | Superficie | Oponente        | Score         |
| --- | ------------------------ | -------------- | ---------- | --------------- | ------------- |
| 1.  | 15 de julio de 2017      | Torino, Italy  | Clay       | Renata Zarazúa  | 6-3, 2-6, 7-5 |
| 2.  | 17 de septiembre de 2017 | Pula, Italy    | Clay       | Jessica Pieri   | 7–6(7–3), 6–3 |
| 3.  | 19 de noviembre de 2017  | Zawada, Poland | Carpet (i) | Katarzyna Piter | 6–2, 4–6, 6–4 |

### Doubles: 11
| Leyenda              |
| -------------------- |
| $100,000 tournaments |
| $80,000 tournaments  |
| $60,000 tournaments  |
| $25,000 tournaments  |
| $15,000 tournaments  |
| $10,000 tournaments  |

| N.º | Fecha                   | Torneo                    | Superficie | Pareja               | Opponentes                              | Score             |
| --- | ----------------------- | ------------------------- | ---------- | -------------------- | --------------------------------------- | ----------------- |
| 1.  | 25 de enero de 2014     | Tinajo, Spain             | Clay       | Yuliana Lizarazo     | Arabela Fernández Rabener Elise Mertens | 6–2, 3–6, [13–11] |
| 2.  | 30 de junio de 2014     | Todi, İtaly               | Clay       | Beatrice Lombardo    | Federica di Sarra Alice Savoretti       | 6–3, 3–6, [10–8]  |
| 3.  | 18 de agosto de 2014    | Duino-Aurisina, Italy     | Clay       | Francesca Segarelli  | Alexandra Nancarrow Naomi Totka         | 7–6(7–3), 6–2     |
| 4.  | 2 de febrero de 2015    | Port El Kantaoui, Tunisia | Hard       | Beatrice Lombardo    | Sharrmadaa Baluu Michika Ozeki          | 6–3, 6–2          |
| 5.  | 2 de marzo de 2015      | Solarino, Italy           | Hard       | Camilla Rosatello    | Marta Bellucco Camilla Scala            | 7–6(7–4), 6–3     |
| 6.  | 7 de diciembre de 2015  | Urtijëi, Italy            | Hard (i)   | Adrijana Lekaj       | Chiara Grimm Nina Stadler               | 6–1, 6–3          |
| 7.  | 9 de mayo de 2016       | Pula, Italy               | Clay       | Olga Parres Azcoitia | Federica Arcidiacono Martina Spigarelli | 6–4, 6–4          |
| 8.  | 5 de junio de 2016      | Brescia, Italy            | Clay       | Martina Colmegna     | Cindy Burger Stephanie Vogt             | 6–3, 1–6, [12–10] |
| 9.  | 18 de junio de 2016     | Sassuolo, Italy           | Clay       | Alice Balducci       | Tatiana Pieri Lucrezia Stefanini        | 6–4, 6–2          |
| 10. | 26 de mayo de 2017      | Caserta, Italy            | Clay       | Martina Colmegna     | Diāna Marcinkēviča Camilla Rosatello    | 7–6(7–5), 6–4     |
| 11. | 1 de septiembre de 2017 | Bagnatica, Italy          | Clay       | Martina Colmegna     | Julia Grabher Melanie Stokke            | 6–3, 4–6, [10–6]  |